# Abdomen
|  | Per a altres significats, vegeu «Abdomen (artròpodes)». |

L'abdomen (ventre) en vertebrats constitueix la part del cos entre el tòrax (pit) i la pelvis. La regió delimitada per l'abdomen rep el nom de cavitat abdominal. L'abdomen dels artròpodes és la regió més distal del cos, situada darrere el tòrax o cefalotòrax.

## Contingut
L'abdomen conté la majoria dels òrgans que tenen forma de tub de l'Aparell digestiu, així com diversos òrgans sòlids. Òrgans continguts en la cavitat abdominopelviana, composta alhora de les cavitats abdominal i pelviana. Entre els òrgans abdominals s'inclouen l'estómac, l'intestí prim i el còlon amb el seu apèndix. Òrgans com el fetge, la vesícula biliar i el pàncrees funcionen estretament associats amb el tracte digestiu i s'hi comuniquen a través de conductes (vies biliars). La melsa, els ronyons i les glàndules suprarenals també es troben dins de l'abdomen, juntament amb molts vasos sanguinis, incloent l'aorta i la vena cava inferior. Els anatomistes poden considerar la bufeta urinària, l'úter, les trompes de Fal·lopi i els ovaris, ja sigui com a òrgans abdominals o com a òrgans de la pelvis (en la cavitat pelviana). Finalment, l'abdomen conté una extensa membrana anomenada peritoneu. Alguns plecs del peritoneu poden cobrir completament alguns òrgans, o poden cobrir només un costat (el ventral o anterior) dels òrgans que normalment es troben més a prop de la paret abdominal. Els anatomistes anomenen als últims tipus d'òrgans (situats dorsalment o posteriors) com a retroperitoneals. Té la funció d'ajudar en el procés de respiració, proporcionen un suport postural, també permet el moviment del tronc i de la
columna vertebral.

## Paret abdominal
La paret abdominal té tres capes, que són, des de l'exterior cap a l'interior: l'oblic major o extern, l'oblic menor o intern i el transvers abdominal. Les tres primeres capes s'estenen entre la columna vertebral, les costelles inferiors, la cresta ilíaca i els pubis de la pelvis. Totes les seves fibres es fonen cap a la línia mitjana i envolten el recte abdominal en una funda abans d'unir-se al costat oposat en la línia alba.

## Quadrants i regions

Regions i quadrants de l'abdomen

L'abdomen es pot dividir en quadrants o regions per descriure la ubicació d'un òrgan o estructura.